# Winston (Missouri)
Winston – wieś w Stanach Zjednoczonych, w stanie Missouri, w hrabstwie Daviess.